# جويل كولير
جويل كولير (بالإنجليزية: Joel Collier)‏ هو مدرب رياضي أمريكي، ولد في 25 ديسمبر 1963 في بوفالو في الولايات المتحدة.